# Sticky Fingaz
Pour les articles homonymes, voir Kirk Jones.
Sticky Fingaz, de son vrai nom Kirk Jones, né le 3 novembre 1973 à Brooklyn, New York, est un rappeur et acteur américain. Il est un membre du groupe de rap Onyx.

## Biographie

### Carrière musicale
Kirk est né le 3 novembre 1973 dans le quartier new-yorkais de Brooklyn. Jeune, Kirk rencontre dès sa plus grande enfance des soucis avec la justice concernant la drogue et les prostituées, ce qui l'emmènera en prison à trois reprises. Jones commence sa carrière musicale en jouant avec son cousin Fredro Starr, et le duo est par la suite découvert par le légendaire rappeur Jam Master Jay. Peu après, ils forment le groupe Onyx en 1990, et publient leur premier album, Bacdafucup en 1993. L'album est un succès général en partie grâce au style vocal de Sticky Fingaz. Le groupe produit deux autres albums, puis Fingaz décide de quitter Onyx pour lancer une carrière musicale en solo, ainsi qu'une carrière d'acteur.
Sticky Fingaz publie son premier album solo, Blacktrash: The Autobiography of Kirk Jones, le 21 novembre 2000. L'album raconte l'histoire de Kirk Jones, qui se retrouve piégé dans une vie de criminel. L'album atteint la 44e place du Billboard 200. Il suit de son deuxième album intitulé Decade "...But Wait It Gets Worse" publié le 29 avril 2003 au label D3 Entertainment et qui atteint la 176e place du Billboard 200. Il participe par la suite à une publicité pour le jeu vidéo Def Jam: Fight for NY publié en septembre 2004.
Le frère de Sticky Fingaz, le rappeur X-1 décède le 4 juillet 2007 à Las Vegas d'une balle qu'il s'est lui-même logé dans la tête. En août 2007, Kirk confie au New York Times : « J'avais besoin de m'affirmer comme un gangster pour faire passer mes messages à travers mes chansons, aujourd'hui j'ai totalement rompu avec ce milieu, alors que d'autres y sont toujours présents[réf. nécessaire]. » Cet article fait référence à Curtis Jackson alias 50 Cent, qui l'a totalement démenti quelques heures après sa parution.
Le 18 août 2009, Sticky Fingaz publie son troisième album, A Day in the Life: The Soundtrack

### Carrière cinématographique
Comme acteur, il est plus particulièrement connu pour son rôle de Blade, personnage éponyme de la série télévisée . 
Il joue le rôle d'un trafiquant de drogue nommé Scientifique dans le film Clockers de Spike Lee en 1995. Il a incarné un chef de gang dans The Shield. Il joue également dans le film Casaway, aux côtés de Boris Kodjoe, dans lequel il incarne le détenu surnommé « Mathématique » dans la prison du même nom. On a également pu le voir aux côtés de Warwick Davis dans le sixième et dernier volet de la saga Leprechaun, Leprechaun 6 : Le Retour.
En 2005, il interprète le rôle de Maurice « Smoke » Williams dans la série télévisée Over There.

## Discographie

### Albums studio
- 2001 : Blacktrash: The Autobiography of Kirk Jones
- 2003 : Decade: " ...But Wait It Gets Worse"
- 2009 : A Day in the Life: The Soundtrack

### Mixtapes
- 2010 : God of the Underground

### Singles
- 2000 : Get It Up
- 2003 : Can't Call It

## Filmographie

### Cinéma
- 1995 : Clockers de Spike Lee : Scientifique, trafiquant de drogue
- 1995 : Génération sacrifiée : Martin
- 1998 : Ride : Brotha X
- 1998 : Le New Yorker de Benoît Graffin : Harlem Homeboy
- 1999 : Love Goggles : Jason
- 1999 : Gangsta Cop : Ozzie
- 1999 : Game Day : Willie
- 2000 : The Playaz Court : T-Bone
- 2000 : Next Friday de Steve Carr : Tyrone
- 2000 : Lockdown : Broadway
- 2000 : The Price of Air : D
- 2001 : Lift : Quik
- 2001 : MacArthur Park : E-Max
- 2002 : L.A.X. : Leon
- 2002 : Reality Check : Brock
- 2003 : Hot Parts : Toby
- 2003 : Malibooty! : Raymond
- 2003 : Ride or Die : Demise
- 2003 : Leprechaun 6 : Le Retour : Cedric
- 2004 : Gas : Craig
- 2004 : Casaway (Doing Hard Time (en)): Eddie Mathematic
- 2004 : Le Vol du Phœnix : Jeremy
- 2004 : True Vinyl : Power Z
- 2008 : Nite Tales: The Movie : Dice
- 2008 : Dough Boys  de Nicholas Harvell : Deuce
- 2009 : A Day in the Life : Sticky
- 2009 : Karma, Confessions and Holi : Rich Smooth
- 2009 : Breaking Point de Jeff Celentano : Richard Allen
- 2009 : Steppin: The Movie : Cedric
- 2010 : Blonde Movie (Hard Breakers) de Leah Sturgis : Shay
- 2010 : Once Fallen : Leshaun
- 2010 : Love Chronicles: Secrets Revealed : Kevin
- 2011 : Speed Demons de Dan Garcia : Wade
- 2011 : Fanaddict de T.A. Williams : Alex
- 2012 : Changing the Game : Craig
- 2013 : Brooklyn Knight : Knight
- 2013 : Motel : Lizard
- 2013 : Caught on Tape : Mark
- 2014 : The Dead Sea : Sergent Brooks
- 2024 : Hatch : Protection rapprochée (Darkness of Man) de James Cullen Bressack

### Télévision
- 1993 : Strapped (téléfilm) : Un gosse aligné
- 1995 et 1997 : New York Undercover (série télévisée) : Khalil / Assassin
- 1999 : Nash Bridges (série télévisée) : Mario Baptiste
- 1999 : Les Parker (série télévisée) : 'D' Dwayne
- 2000 : La Loi du fugitif (série télévisée) : Shooter
- 2002 : La Treizième Dimension (série télévisée) : Ricky
- 2002 - 2006 : The Shield (série télévisée) : Kern Little
- 2003 : Platinium (série télévisée) : Grady Rhames
- 2005 : House of the Dead 2 (téléfilm) : Dalton
- 2005 : Over There (série télévisée) : Pvt. Maurice 'Smoke' Williams
- 2005 et 2011 : Les Experts : Miami (CSI: Miami) (série télévisée) : Scott Owens / Leo Kendry
- 2006 : Blade (Blade: The Series) : Blade
- 2007 : New York, section criminelle (série télévisée) : Inspecteur Harry Williams
- 2007 : Tell Me You Love Me (série télévisée) : Terrance
- 2009 : The Beast (série télévisée) : Caesar
- 2009 : Burn Notice (série télévisée) : Félix Cole
- 2010 : NCIS : Los Angeles (série télévisée) : Rashad 'Slide' Hollander
- 2012 : NYC 22 (série télévisée) : Monsta White

### Réalisation
- 2009 : A Day in the Life